# Bømlabrua
Bømlabrua je silniční visutý most přemosťující úžinu Spyssøysundet mezi ostrovy Nautøy v obci Stord a Spissøy v obci Bømlo v norském kraji Hordaland. 
Most byl postaven mezi březnem 1999 a zářím 2000 jako součást projektu Trekantsambandet, který spojuje ostrovy Stord a Bømlo s norskou pevninou a jeho součástí je podmořský tunel Bømlafjordtunnelen (ostrov Føyno – norská pevnina), visutý most Stordabrua (ostrovy Stord – Føyno), menší most spojující ostrovy Føyno a Nautøy, Bømlabrua a trámový most Spissøybrua spojující ostrovy Spissøy a Bømlo. Na rozdíl od Stordabrua a Bømlafjordtunnelen, které jsou součástí E39, byl však Bømlabrua (nacházející se na cestě Fylkesvei 542) otevřený o 5 měsíců později a to 30. dubna 2001. Finanční náklady na výstavbu činily 275 mil. NOK.
Celková délka mostu je 998 m, hlavní visuté pole s délkou rozpětí 577 m se řadí mezi nejdelší v zemi. Pylony jsou 105 m vysoké, mostovka má šířku 13 m. Výškový rozdíl mezi nejvyšším bodem mostovky a hladinou úžiny je 36 m.